# Nitromethaqualone
Nitromethaqualone  là một chất tương tự của methaquater có đặc tính an thần và thôi miên tương tự. Nó mạnh hơn đáng kể (10 lần) so với hợp chất gốc; liều thông thường là khoảng 25 mg. Tuy nhiên, nhóm nitro thơm được chuyển hóa thành anilin tương ứng, được chứng minh là một đột biến.  Do đó, nitromethaqueller không được phát triển thêm do lo ngại độc tính.